# 约瑟夫·巴德拉玛
约瑟夫·巴德拉玛是一位墨西哥裔英国演员。他生于墨西哥城，父亲是墨西哥人，母亲是美国人。十岁时，他移居英国。1999年，他從格拉斯哥大学畢業。 他曾在戀愛修課中亮相。他還为电子游戏双人成行（2021年）和暗黑破坏神IV（2024年）配音。